# Abdallah Ibrahim
Abdallah Ibrahim, arab. ‏عبد الله إبراهيم‎ (ur. 24 sierpnia 1918 w Tameshlot koło Marrakeszu, zm. 11 września 2005 w Casablance), polityk marokański.
Od grudnia 1958 do maja 1960 pełnił funkcję premiera, jednocześnie był ministrem spraw zagranicznych. Wcześniej aktywnie uczestniczył w ruchu niepodległościowym Maroka. Należał do socjaldemokratycznej Partii Niepodległości „Istiklal”, następnie Unii Zjednoczonych Sił Ludowych.